# Vallei van de Julienne
De vallei van de Julienne (Vallée de la Julienne) is een natuur- en recreatiegebied in de gemeente Wezet, gelegen ten oosten van Argenteau en Cheratte.
Het gebied omvat de benedenloop van de Julienne met haar diep ingesneden dal, een reeks vijvers in dit dal, en een park dat behoort bij het Kasteel van Argenteau, wat deels toegankelijk is.
Er is 80 ha bos, en ook zijn er recreatieve voorzieningen, zoals een paviljoen, speel- en sporttoestellen en dergelijke. Verder is er een net van wandelpaden. In het gebied vindt men tevens de Kapel van Wixhou.
Het is een Natura 2000-gebied.